# 七氟化碘
七氟化碘是一种无机化合物，也称作氟化碘(VII)，化学式为IF7。它具有不寻常的五角双锥构型，这与价层电子对互斥理论的预测一致。七氟化碘的分子會透過Bartell假旋轉機制進行原子重排，Bartell假旋轉是一種類似Berry假旋转的假旋轉機制，不過只針對五角双锥构型的分子。这种无色晶体在4.5 °C时熔化，液态的温度范围非常狭窄，因为沸点只有4.77 °C。高浓度的蒸汽有发霉、刺鼻的气味。

## 制备
IF7可以通过F2与液态IF5在90 °C下反应制备，然后将蒸汽加热到270 °C。另外，这种物质还可以使用氟与干燥的碘化钯或碘化钾反应制得，用此法可尽量减少水解产生的杂质IOF5。

## 性质
七氟化碘能与一些路易斯酸发生加合反应形成配合物，例如：IF7·AsF5、IF7·BF3、IF7·3SbF5等。X射线衍射实验证实，IF7·AsF5的结构为IF+
6AsF−
6。碱金属氟化物不溶于七氟化碘。但是IF7·AsF5和IF7·3SbF5与氟化钾共热到200-250°C能产生氟气。

## 安全
IF7对皮肤和粘膜具有强烈刺激性。它也是一种强氧化剂，与有机物接触会起火。